# Adolf Brehm
Adolf Ludwig Brehm (* 5. Dezember 1878 in Krautheim am Ettersberg; † 25. Mai 1937 in Mannheim) war ein deutscher Rechtswissenschaftler.

## Leben
Adolf Brehm war der Sohn des großherzoglich-sächsischen Domänenverwalters Adolf Brehm und seiner Frau Babette, geb. Köhler, aus Krautheim am Ettersberg. Er besuchte das humanistische Wilhelm-Ernst-Gymnasium in Weimar, der Residenzstadt des Großherzogtums Sachsen-Weimar-Eisenach. An der  Universität Leipzig studierte er Rechtswissenschaften – insbesondere Bürgerliches Recht und Handelsrecht.
Nach abgeschlossenem Studium trat Brehm 1906 in den Verwaltungsdienst der Stadt Mannheim ein. In der Folge wurde er Personaldezernent (damals Personalrat genannt) und war damit als Rats-Beigeordneter eine der fünf wichtigsten Personen in der städtischen Verwaltungshierarchie. Daneben lehrte er vom Sommersemester 1909 bis zum Sommersemester 1933 als außerordentlicher Professor an der Handelshochschule Mannheim Rechtswissenschaft für Kaufleute. Seine Lehrtätigkeit musste Brehm frühzeitig im Alter von 55 Jahren mit der Auflösung der Handelshochschule im Jahre 1933 beenden.
Brehm gehört zu den ersten Dozenten der Handelshochschule Mannheim und ist seit 1913 Ehrenmitglieder der Turnerschaft Rheno-Nicaria Mannheim (später: Corps Rheno-Nicaria Mannheim).

## Familie
Am 25. Januar 1916 heiratete Adolf Brehm die am 16. Juni 1892 in Amsterdam geborene und in Mannheim aufgewachsene Jüdin Alice Margarethe Stern, Tochter des Kaufmanns Max Stern und seiner Frau Hedwig Emmy Stern geb. Löb-Stern. 1916 und 1918 wurden in Mannheim die beiden Söhne Hans-Hermann und Walter geboren.
1937, nach dem Tode von Brehm, wurde die Familie Opfer des nationalsozialistischen Terrors. Seine Schwiegermutter Emmy Stern wurde am 21. August 1942 in das Konzentrationslager Theresienstadt deportiert und war einen Monat später tot. Seine Frau Alice wurde Ostern 1944 verhaftet und im Konzentrationslager Auschwitz ermordet. Der Sohn Walter überlebte das Ende der NS-Diktatur in einem Mischlingslager in der Lausitz; nach seiner Flucht Ostern 1945 lebte er wieder in Mannheim. Der ältere Sohn Hans-Hermann floh 1938 in die Schweiz; er studierte an der Eidgenössischen Technischen Hochschule Zürich, wo er zum Dr.-Ing. promoviert wurde.

## Schriften
- Mit Peter Fromherz: Strafrecht. Handels-, Wechsel- und Scheckrecht, Gewerberecht (= Leitfaden für die Prüfung der Gemeindebeamten. Band 5). Badischer Kommunal-Verlag, Karlsruhe 1923.
- Theodor Rohlfing (Hg.): Arbeitsrecht, Zivilprozeß- und Vollstreckungsrecht (= Rechtshandbücher des Kaufmanns. Bd. 3). Unter Mitarbeit von Walter Bogs und Adolf Brehm. Wichert, Berlin 1933; 17. Auflage 1942.